# Conseil de l'Empire
Pour les articles homonymes, voir Conseil d'État.

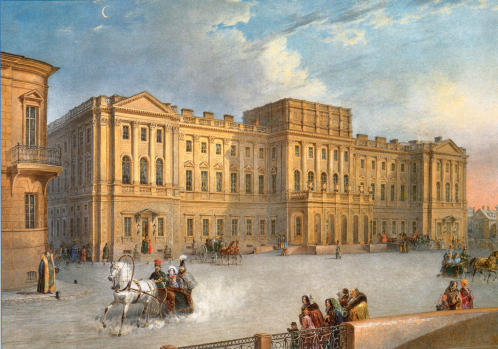
Le palais Marie à Saint-Pétersbourg, lieu de réunion du Conseil d'État.

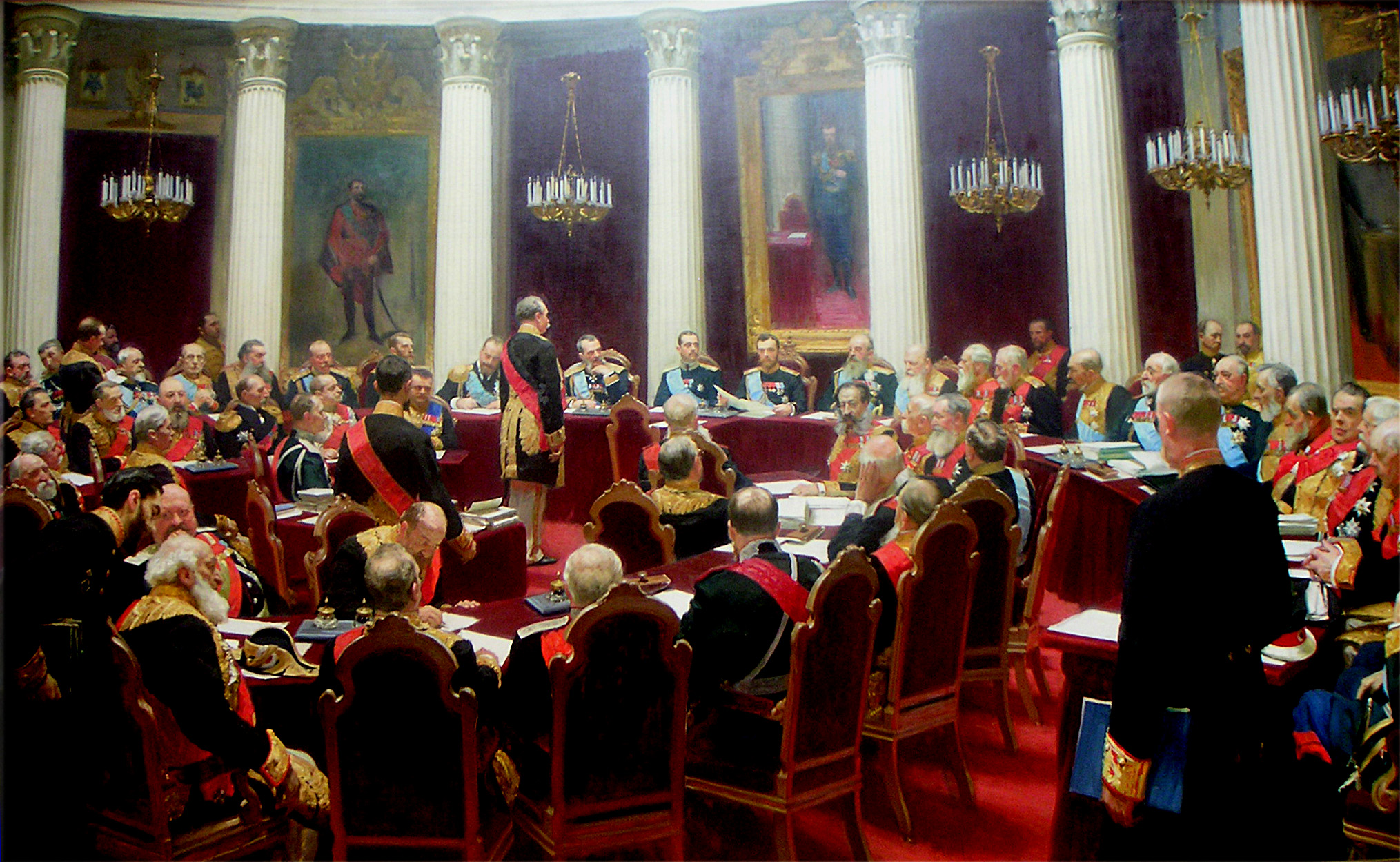
Le Conseil d'État peint par Ilia Répine en 1903.

Le Conseil d'État de l'Empire russe (en russe : Госуда́рственный сове́т, IPA : [ɡəsʊˈdarstvjɪn(ː)ɨj sɐˈvjet]) était l’organe consultatif suprême de l’État auprès du tsar dans l’Empire russe. À partir de 1906, c’était la chambre haute du parlement en vertu de la Constitution russe de 1906.

## Histoire
Le conseil est fondé en 1810 par Alexandre Ier. Comme le Conseil du roi de France il ne fait que donner son avis au souverain et n'a pas le pouvoir de le contraindre.
Il est dissous en 1917, lors de la révolution.

## Liste des présidents du Conseil d'État
- Alexandre Nikolaïevitch Golitsyne 1838-1841
- Alexandre Grigorievitch Stroganov 1841
- Alexeï Grigorievitch Chtcherbatov 1839
- Pavel Nikolaïevitch Ignatiev 1852
- Nikolaï Pavlovitch Ignatiev 1877
- Alexeï Pavlovitch Ignatiev octobre 1896
- Pavel Nikolaïevitch Ignatiev (1908)